# لایدرسباخ
لایدرسباخ (به آلمانی: Leidersbach) یک شهر در آلمان است که در Miltenberg واقع شده‌است.